# Rue Paul-Dubois (Paris)
Pour l’article homonyme, voir Rue Paul-Dubois.
La rue Paul-Dubois est une voie publique de Paris, située dans le 3e arrondissement, dans le quartier des Enfants-Rouges.

## Situation et accès
Ce site est desservi par les stations de métro Temple et République (lignes 3, 5, 8, 9 et 11).

## Origine du nom
Son nom provient du sculpteur français Paul Dubois (1829-1905).

## Historique
La rue Paul-Dubois était autrefois ouverte sur l'emplacement de l'ancien marché du Temple.

## Bâtiments remarquables et lieux de mémoire
- No 6 : l’école Paul-Dubois se dresse au milieu de l’enclos du Temple[3].

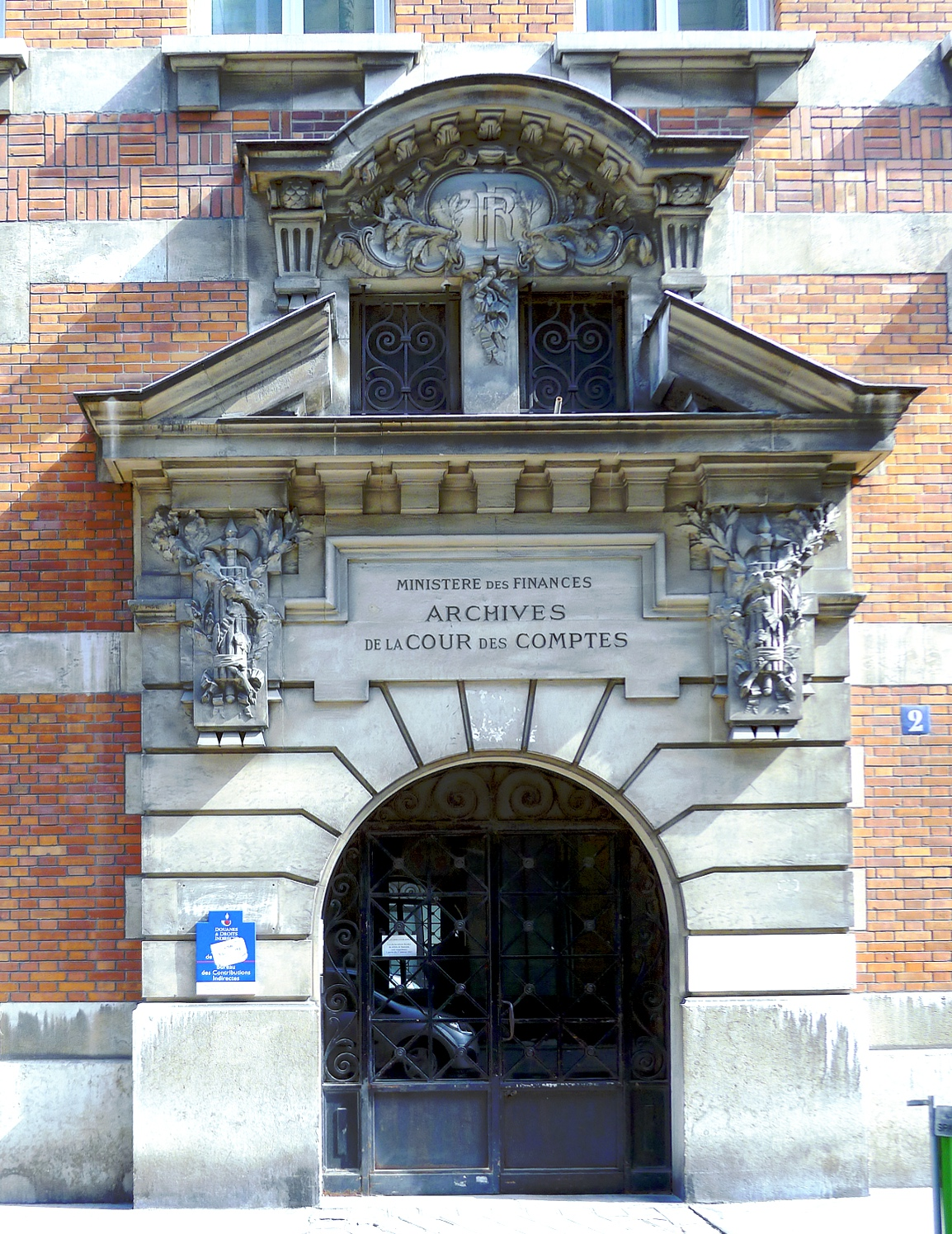
No 2, archives de la Cour des comptes.